# Кассада, Джош Аарон
Кассада Джош Аарон  (англ. Josh Aaron Cassada ; род. 18 июля 1973 года, Сан-Диего, штат Калифорния, США) — американский астронавт, лётчик-испытатель, коммандер ВМС, учёный в области физики.
5 октября 2022 года в 19:00:57 мск стартовал в составе экипажа миссии SpaceX Crew-5 на американском частном многоразовом космическом корабле Crew Dragon компании SpaceX c помощью тяжелой ракеты-носителя Falcon 9 к Международной космической станции. Участник космических экспедиций МКС-68/МКС-69. Находился в космическом полёте с 5 октября 2022 по 12 марта 2023 года.

## Ранние годы
Джош Аарон Кассада родился 18 июля 1973 года в семье Джека и Дарлин Кассада в городе Сан-Диего, штат Калифорния, но родным считает город Уайт-Бэр-Лейк (штат Миннесота).
В 1991 году, после окончания средней школы высшей ступени в городе Уайт-Бэр-Лейк, поступил в частный гуманитарный колледж города Албион (штат Мичиган), который окончил в 1995 году с отличием и получил степень бакалавра наук по физике. В 1997 году окончил Рочестерский университет и получил степень магистра по физике. В 2000 году в том же университете получил степень доктора по физике со специализацией в области физики высокоэнергетичных частиц.

### Военная служба
С июня 2000 года служил в ВМС США. В 2001 году получил квалификацию пилота ВМС. С 2002 года служил в 8-й патрульной эскадрильи «Летающих тигров», дислоцированной на авиастанции ВМС США Брансуик (штат Мэн). В качестве командира лётного экипажа, командира подразделения и пилота-инструктора противолодочного самолёта P-3C участвовал в оперативном развёртывании в Западной части Тихого Океана, Средиземном море и Центральной Америке. Принимал участив в операциях «Иракская свобода», «Несокрушимая свобода» в Афганистане и войсковой операции помощи жертвам цунами «Operation Unified Assistance».
В 2006 году окончил Школу лётчиков-испытателей ВМС США. Принимал участие в доводочных испытаниях самолётов P-8A и P-3C на авиастанции ВМС Патаксент (штат Мэриленд), был ведущим лётчиком-испытателем патрульных самолётов базовой авиации и разведывательных самолётов. Служил пилотом-инструктор самолётов T-38C и T-6A в Школе лётчиков-испытателей ВМС США.
C 2011 года служил в Управлении размещения заказов по контракту министерства обороны. Был начальником лётных испытаний в корпорации Боинг в Сиэтле, руководил всеми испытаниями и контролем исполнения контрактов по самолётам P-8A, KC-46, авиационному комплексу радиообнаружения и наведения AWACS и беспилотных летательных аппаратов для Корпуса морской пехоты США, а также лётными испытаниями передаваемых ВМС самолётов P-8A. Имеет более 3500 часов налёта на 40 различных типах самолётов, принимал участие в 23 боевых вылетах. В 2008 году присвоено звание лейтенант, в 2012 году — лейтенант-коммандер ВМС.
Является соучредителем компании Quantum Opus, LLC, которая предоставляет высокоскоростные фотонные детекторы для выполнения экспериментов в квантовой оптике, однофотонных системах связи, биофотонике и дистанционном зондировании.

## Космическая подготовка
В мае 2008 года был включён в список 50 полуфиналистов для включения в число кандидатов 20 набора астронавтов НАСА.
17 июня 2013 года был зачислен в отряд астронавтов НАСА в составе 21-го набора НАСА в качестве кандидата в астронавты. В августе того же года приступил к прохождению курса базовой общекосмической подготовки. 9 июля 2015 года получил статус активного астронавта.
3 августа 2018 года на пресс-конференции в Космическом центре им. Джонсона в Хьюстоне было объявлено о включении Джоша Кассада вместе с Сунитой Уильямс в экипаж первого эксплуатационного полёта корабля «Starliner» по программе CTS-1, который должен состояться в 2019 году.
В 2019 году вместе с Сунитой Уильямс провёл пятинедельную подготовку в ЦПК им. Ю.А.Гагарина по изучению системы Российского сегмента МКС и действиям экипажа в аварийных ситуациях.
С 2019 года проходил подготовку в составе экипажа американского частного корабля Starliner CTS-1, однако, из-за задержек в разработке Starliner, был переведён пилотом в состав экипажа SpaceX Crew-5.

## Полёт
5 октября 2022 года в 19:00:57 мск стартовал в качестве пилота экипажа миссии SpaceX Crew-5 и космических экспедиций МКС-68/МКС-69 на американском частном многоразовом космическом корабле Crew Dragon «Endurance») компании SpaceX c помощью тяжелой ракеты-носителя Falcon 9 со стартового комплекса 39А Космического центра имени Кеннеди во Флориде к Международной космической станции.
Стыковка корабля произошла 6 октября в 21:01 UTC в автоматическом режиме к модулю «Гармония» американского сегмента МКС, люки между «Endurance» и МКС открылись около 22:45 UTC и экипаж корабля перешёл на борт станции.
16 ноября 2022 года Джош Кассада и Фрэнк Рубио совершили выход в открытый космос для работ по модернизации системы энергоснабжения. Они установили кронштейн на опорном сегменте Международной космической станции для новой пары раздвижных солнечных антенн iRosa. Продолжительность выхода составила более 7 часов. 3 декабря Джош Кассада и Фрэнк Рубио провели второй семичасовой выход в открытый космос модуля Quest для проведения работ по установке панелей солнечных батарей iROSA. 22 декабря астронавты Фрэнк Рубио и Джош Кассада вновь вышли в открытый космос для проведения на поверхности Международной космической станции монтажных работ в целях модернизации системы энергоснабжения. В течение семи часов астронавты смонтировали дополнительные пары новых более мощных солнечных панелей IROSA.
11 марта 2023 года в 10:20 мск корабль Crew Dragon-5 отстыковался от Международной космической станции и через 19 часов полёта, 12 марта в 05:02 мск приводнился в Мексиканском заливе у побережья штата Флорида. Из-за плохой погоды в районе приземления спуск Crew Dragon откладывали дважды — 7 и 8 марта.
Статистика
| # | Стартовый корабль         | Старт, UTC        | Экспедиция               | Корабль посадки | Посадка, UTC      | Полёт                       | Выходы в открытый космос | Время в открытом космосе |
| - | ------------------------- | ----------------- | ------------------------ | --------------- | ----------------- | --------------------------- | ------------------------ | ------------------------ |
| 1 | Crew Dragon SpaceX Crew-5 | 05.10.2022, 16:00 | SpaceX Crew-5, МКС-68/69 | SpaceX Crew-5   | 12.03.2023, 02:02 | 157 суток 10 часов 1 минута | 3                        | 21 час 24 минуты         |

## Семья
Джош Кассада женат на Меган Фрейдли. В семье двое детей.

## Награды
- Медаль «За похвальную службу» (Министерство обороны США)
- три Navy Commendation Medal
- три Marine Corps Commendation Medal
- Navy Achievement Medal
- Marine Corps Achievement Medal[1][2].